# NGC 5369
NGC 5369 is een elliptisch sterrenstelsel in het sterrenbeeld Maagd. Het hemelobject werd op 5 maart 1785 ontdekt door de Duits-Britse astronoom William Herschel.

## Synoniemen
- PGC 49583